# Kiss and ride

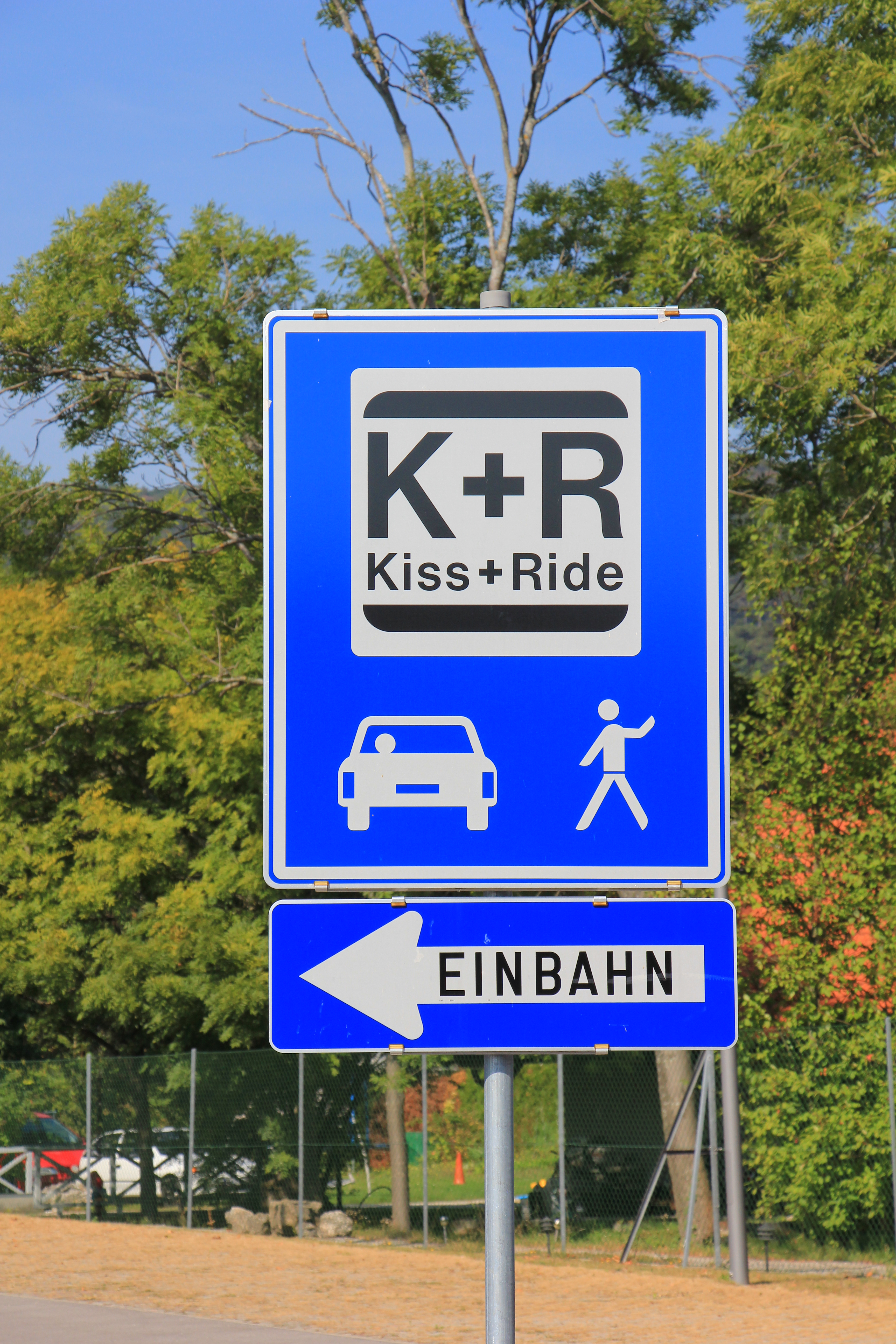
Hinweistafel vor dem Gymnasium in Bad Vöslau

Der Begriff Kiss and ride (auch Kiss und Ride oder K+R bzw. K&R) erschien erstmals 1956 in den Vereinigten Staaten und beschrieb das damalige Phänomen, dass Frauen ihre Männer zur Arbeit brachten und dann das Auto wieder mitnahmen, um es selber zu nutzen. Es verbreitete sich die nächsten Jahre weltweit, geriet aber schnell wieder in Vergessenheit. In den 2010er Jahren kam der Begriff vermehrt wieder auf und wird als Ansatz gehandhabt, um Verkehrsprobleme zu minimieren. Beispielsweise vor Schulen, Bahnhöfen oder Krankenhäusern werden Kiss-and-ride-Zonen eingerichtet, die einen Ort bilden sollen, um kurz anzuhalten, jemanden aussteigen zu lassen und direkt wieder abzufahren. Staus und gefährliche Situationen, wie sie etwa morgens vor Schulen entstehen können, sollen so vermieden werden. Im Gegensatz zum Park and Ride ist die Kiss-and-ride-Zone und das Kiss-and-ride-Schild nur in wenigen Ländern genormt oder gesetzlich geregelt.

## Entstehung
Erstmals wurde der Begriff Kiss and ride 1956 in der Los Angeles Times erwähnt:

“I believe we are going to have co-ordination between automobiles and rapid transit. It will be park and ride or kiss and ride — where the wife takes the husband to the rapid transit line and kisses him good-bye.”

„Ich glaube es wird eine Verbindung zwischen Auto und Bahn geben. Es wird Park and ride oder Kiss and ride sein – wo die Frau den Mann zur Bahnstrecke bringt und ihn zum Abschied küsst.“

## Vorteile von Kiss and ride
Kiss and ride bietet mehrere Vorteile:
- Die oder der Mitfahrende benötigt keine eigene Fahrerlaubnis.
- Das Fahrzeug bleibt nicht am Start- bzw. Zielort (Schutz vor Vandalismus bzw. Diebstahl).
- Das Fahrzeug kann während der Abwesenheit von anderen Personen genutzt werden.
- Es fallen keine Kosten durch z. B. Parkgebühren an.
- Man ist nicht auf alternative Transportmöglichkeiten z. B. Taxi oder öffentliche Verkehrsmittel angewiesen.
- Das Bringen bzw. Abholen kann individuell abgesprochen werden.

## Nachteile von Kiss and ride
- Der ADAC bemerkte zum Konzept des Kiss and ride, dass es Eltern dazu verleiten könnte, erst recht ihre Kinder mit dem Auto zur Schule zu bringen. Den Schulweg zu Fuß, mit dem Fahrrad oder öffentlichen Verkehrsmitteln zu bewältigen, sollte hier bevorzugt sein.[3]
- Da Kiss and ride nicht genormt ist, kann sich zu Stoßzeiten und wenn die Zonen nicht eindeutig gekennzeichnet werden, die Verkehrssituation sogar verschlechtern.[4]
- Da es kein offizielles Schild gibt, kann jeder ein Kiss-and-ride-Schild aufstellen.[5]
- Der (Arbeits-)weg muss am Tag vier Mal statt zwei Mal gefahren werden.

## Kiss and ride in Deutschland
In Deutschland ist der Begriff Kiss and ride Mitte der 1960er-Jahre in Zeitungen aufgekommen. Dort wurde es als moderne Lebensform genannt, in der die Frau ihren Mann zur Arbeit bringt, um tagsüber das Auto selber nutzen zu können.
Das Zeichen „Kiss and ride“ ist in der StVO und im VzKat nicht aufgeführt. Daher macht man die gewünschte Regelung oft mit Zeichen 286 (eingeschränktes Haltverbot) oder Zeichen 314 (Parken) mit Zusatzzeichen 1040-32 (mit Parkscheibe) mit kurzer Zeitangabe kenntlich.

## Kiss and ride in Österreich

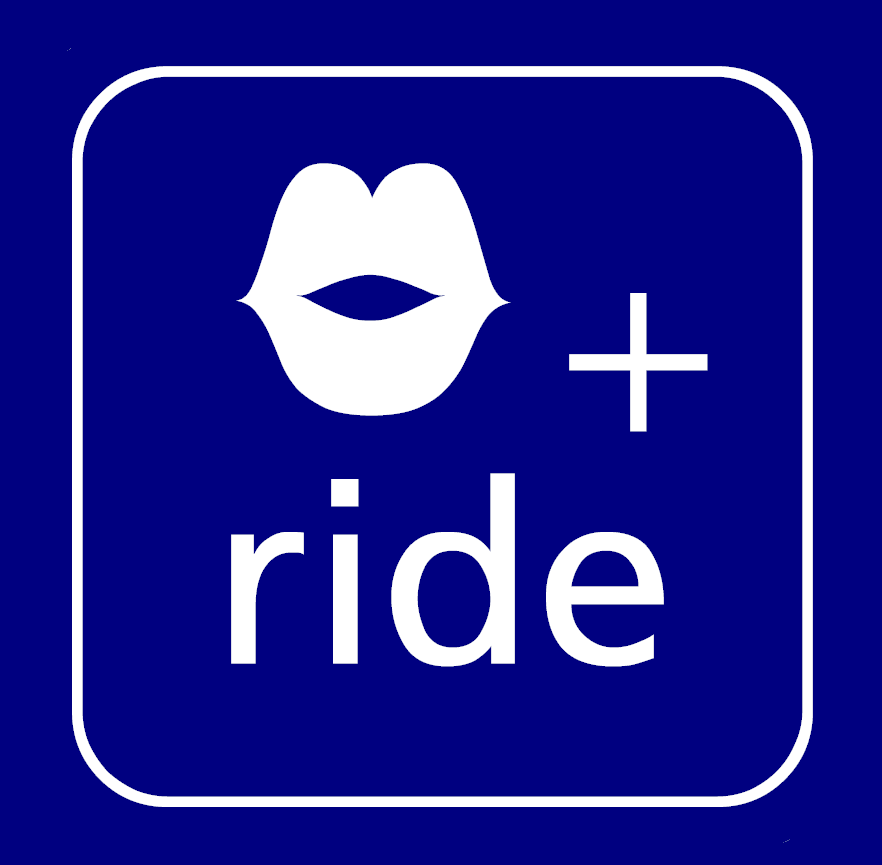
Kiss-and-ride-Schild der ÖBB

In Österreich wird der Kiss-and-ride-Bereich hauptsächlich von den ÖBB an frequentierten Bahnhöfen angeboten.
Nicht überall wird die englische Bezeichnung verwendet. So sind in der Steiermark sogenannte Elternhaltenstellen etwas abseits der Schule installiert, um den Verkehr direkt vor der Schule zu entwirren.

## Kiss and ride in Tschechien
In Tschechien ist das Verkehrsschild IP-13e Kiss and ride Teil der Straßenverkehrsordnung.

## Kiss and ride im Rest der Welt
Ähnlich wie in Deutschland wird Kiss and ride in vielen Ländern (Niederlande, Frankreich oder USA) als Konzept gehandhabt. Eine gesetzliche Regelung oder Normung existiert nicht.